# Плана планина. Принос към историческото развитие на славянските земеписни имена
„Плана планина. Принос към историческото развитие на славянските земеписни имена“ е първата научна работа на българския географ и етнограф Гунчо Гунчев.
Семинарната работа е от 1927 г. Неин научен ръководител е проф. Анастас Иширков. Публикувана е през 1931 г. в Годишника на Софийския университет. Първите резултати от нея изнася под формата на реферат със заглавие „Името на Плана планина“. В него се изяснява значението на името на Плана планина и посочва още подобни по произход и значение топоними, които се срещат в славянски и не-славянски държави – Планъ, Плана, Планина, Планова, Planauer, Planer. Проучвайки имената установява, че в Югославия се срещат много по-често имената План, Плана, Планова, Планина, отколкото в България. Почти във всички славянски езици тези имена водят началото си от корена план, от който произходните думи означават поле, равнина, пасище, местност без горска растителност. Установява, че Плана планина значи заравнена пасищна планина.
Научната разработка представя богатството от топоними, които има възможност да бъдат използвани при изясняването на редица проблеми. Представлява допирна точка на няколко науки – езикознание, география и история. Анастас Иширков оценява високо старателната подготовка и добрата аргументация на научния труд.

## Галерия
- Плана планина. Принос към историческото развитие на славянските земеписни имена